# Nostitz (Adelsgeschlecht)

Wappen derer von Nostitz

Nostitz ist der Name eines alten Adelsgeschlechts aus der Oberlausitz, das sich im 15. Jahrhundert ins benachbarte Schlesien sowie nach Böhmen und Polen weiter verzweigte.
Johann Hartwig von Nostitz-Rieneck, 1646 in den böhmischen und 1651 in den Reichsgrafenstand erhoben, erwarb 1673 die reichsunmittelbare unterfränkische Grafschaft Rieneck und wurde Begründer des für Böhmen bedeutenden Zweiges Nostitz-Rieneck.

## Geschichte

### Oberlausitz
Die Herren von Nostitz sind ab 1280 auf ihrer Stammburg in Nostitz bei Weißenberg nachweisbar, die sie 1439 verkauften. Möglicherweise besteht eine Stammesverwandtschaft mit den nahebei ansässigen von Rackel.
Das Geschlecht zerfällt in drei Stämme: (I) Unwürde (bei Kittlitz) mit den Linien Unwürde (1348 bis 1603 im Besitz der Familie) und Cunewalde, (II) Ullersdorf (bei Jänkendorf) mit den zwei Linien Ullersdorf (vor 1331 bis 1843 im Besitz der Familie) und Schönbrunn (zu letzterer gehören die schlesischen Nebenlinien Damitsch, Ransen, Lampertsdorf und Zedlitz) sowie (III) Rothenburg/O.L. mit den Linien Rothenburg (von 1452 bis 1607 im Besitz, bis 1591 auch Bremenhain), Guttau und Tzschocha (von 1451 bis 1703 in der Familie). Die ordentliche Stammreihe der Rothenburger Nostitz beginnt mit Caspar von Nostitz († 1484), dessen drei Söhne, Hartwig, Georg und Otto, die Linien zu Tzschocha, Guttau und Rothenburg stifteten, die wiederum in mehrere Äste zerfielen.
Das Rittergut Groß-Leichnamb (oder Lycham, heute Spreewiese bei Görlitz) gehörte ab 1553 der Familie; das noch existierende Renaissance-Herrenhaus wurde um 1557 erbaut und blieb mit einer Unterbrechung bis 1728 im Familienbesitz.
Die Nostitz gehörten zu den sieben alten Geschlechtern der Oberlausitz und schlossen sich noch in der ersten Hälfte des 16. Jahrhunderts wohl vollständig der Reformation an. Kaiser Rudolf II. belehnte alle Namensträger 1577 gemeinsam „zur ganzen Hand“.

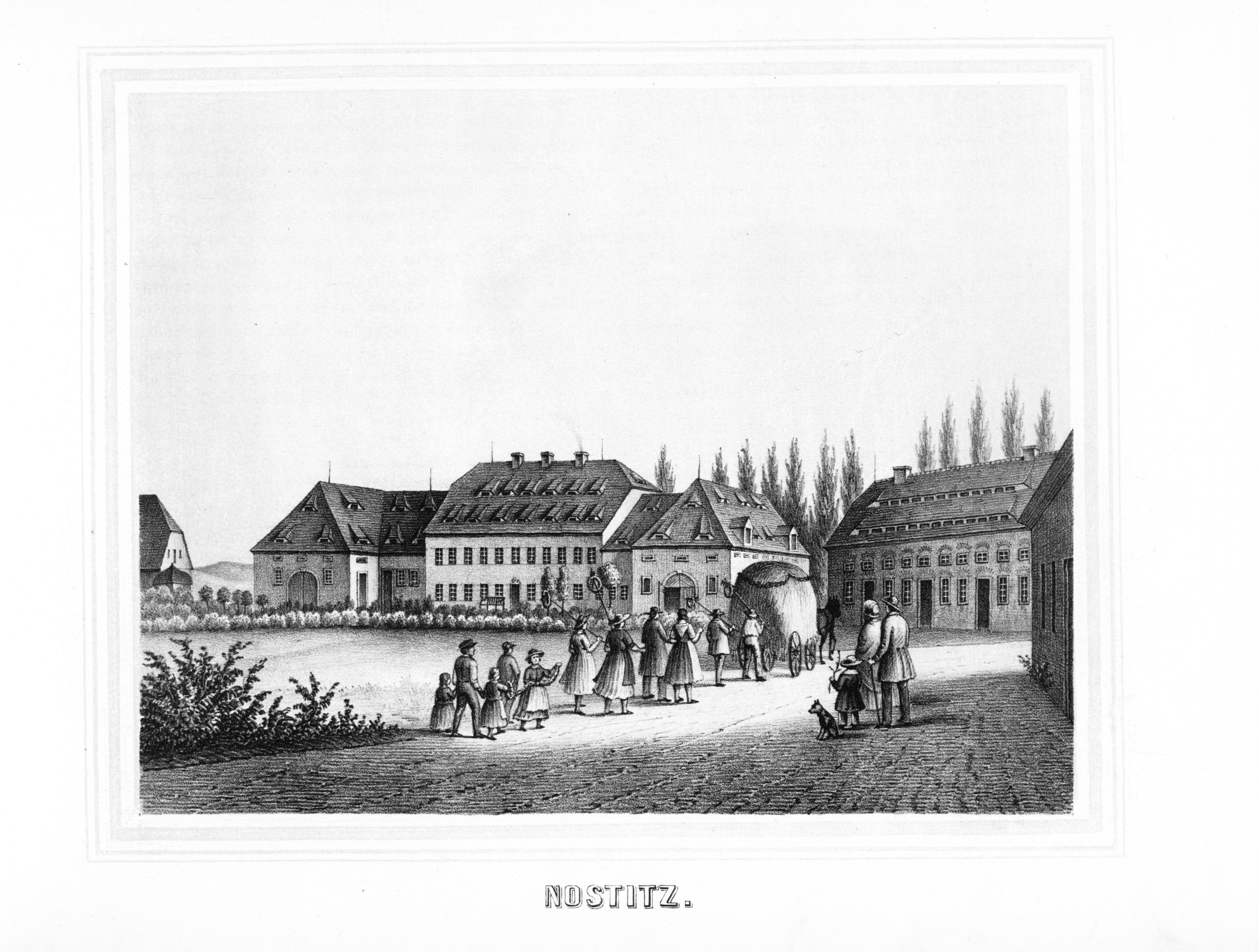
Nostitz (1859)
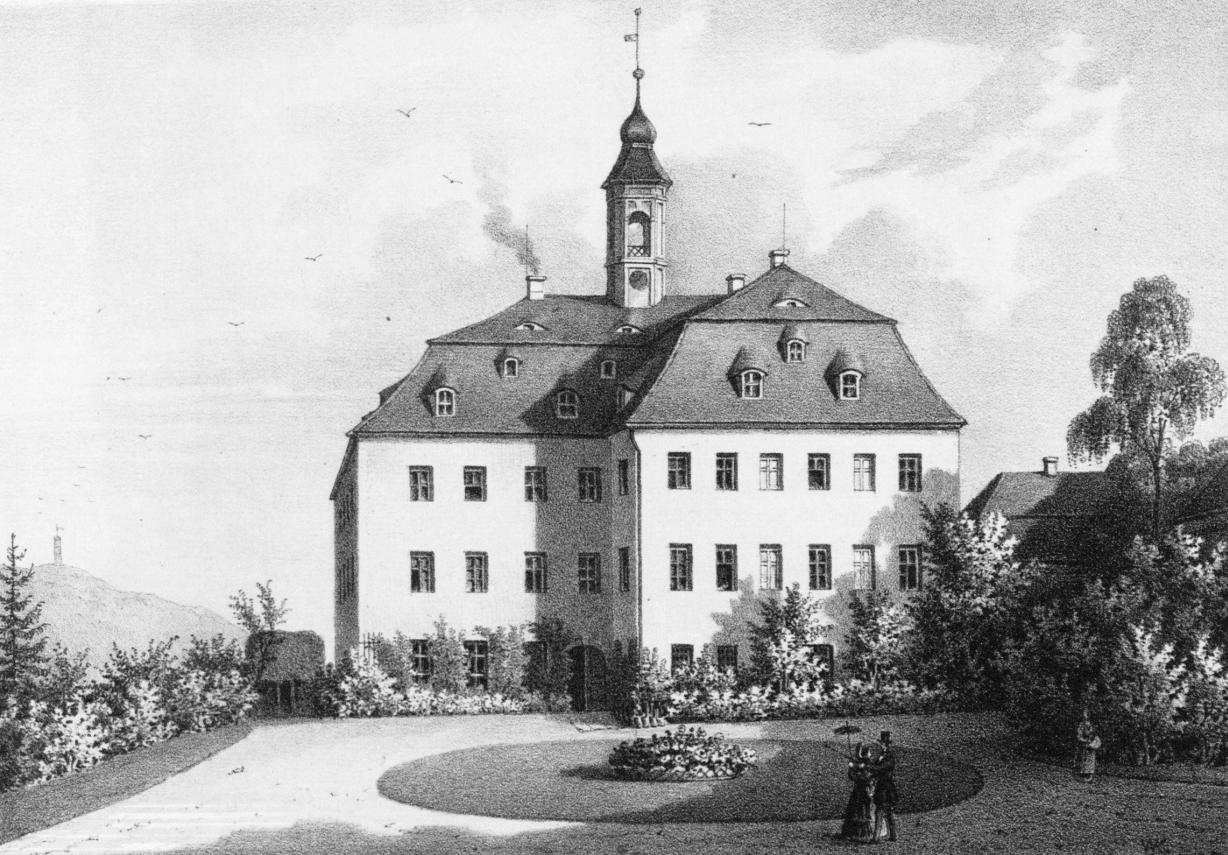
Unwürde (19. Jhd.)
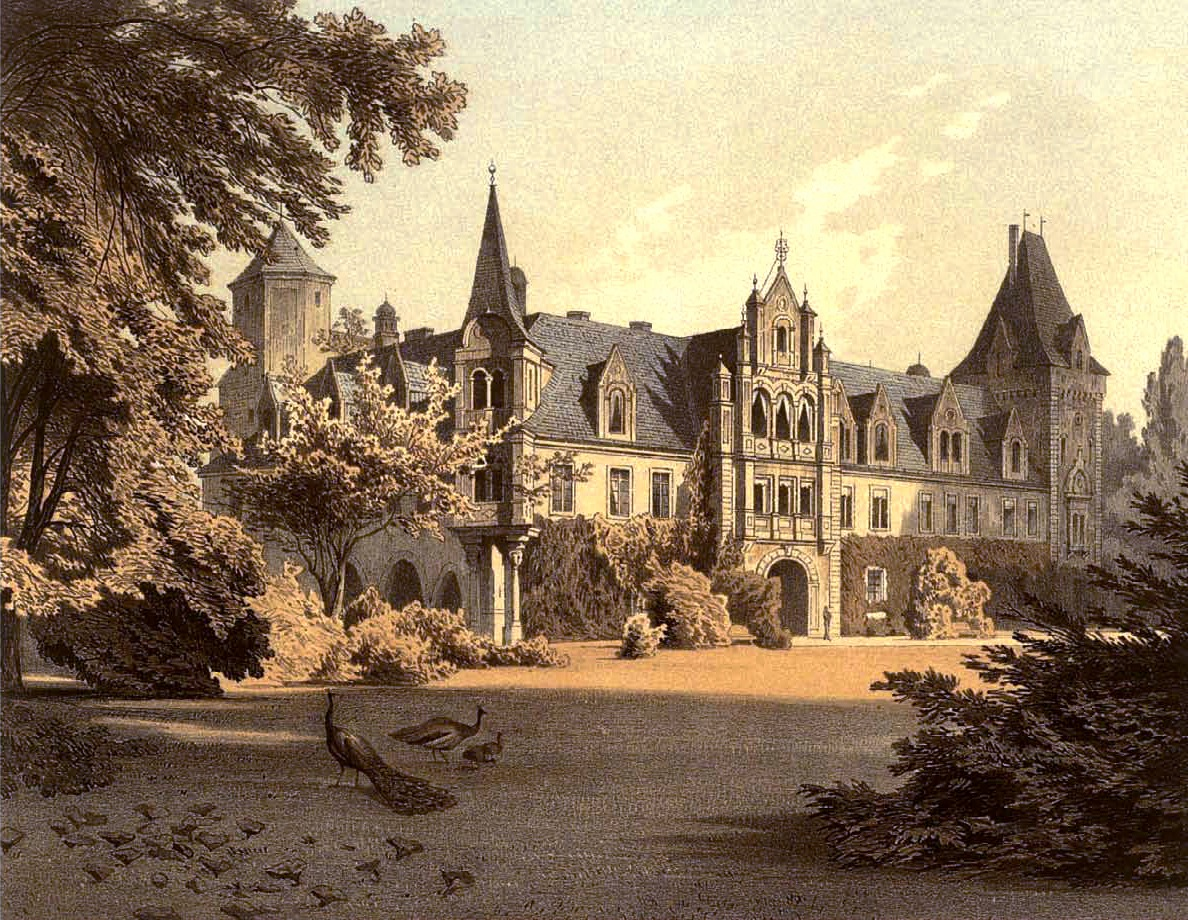
Ullersdorf (19. Jhd.)
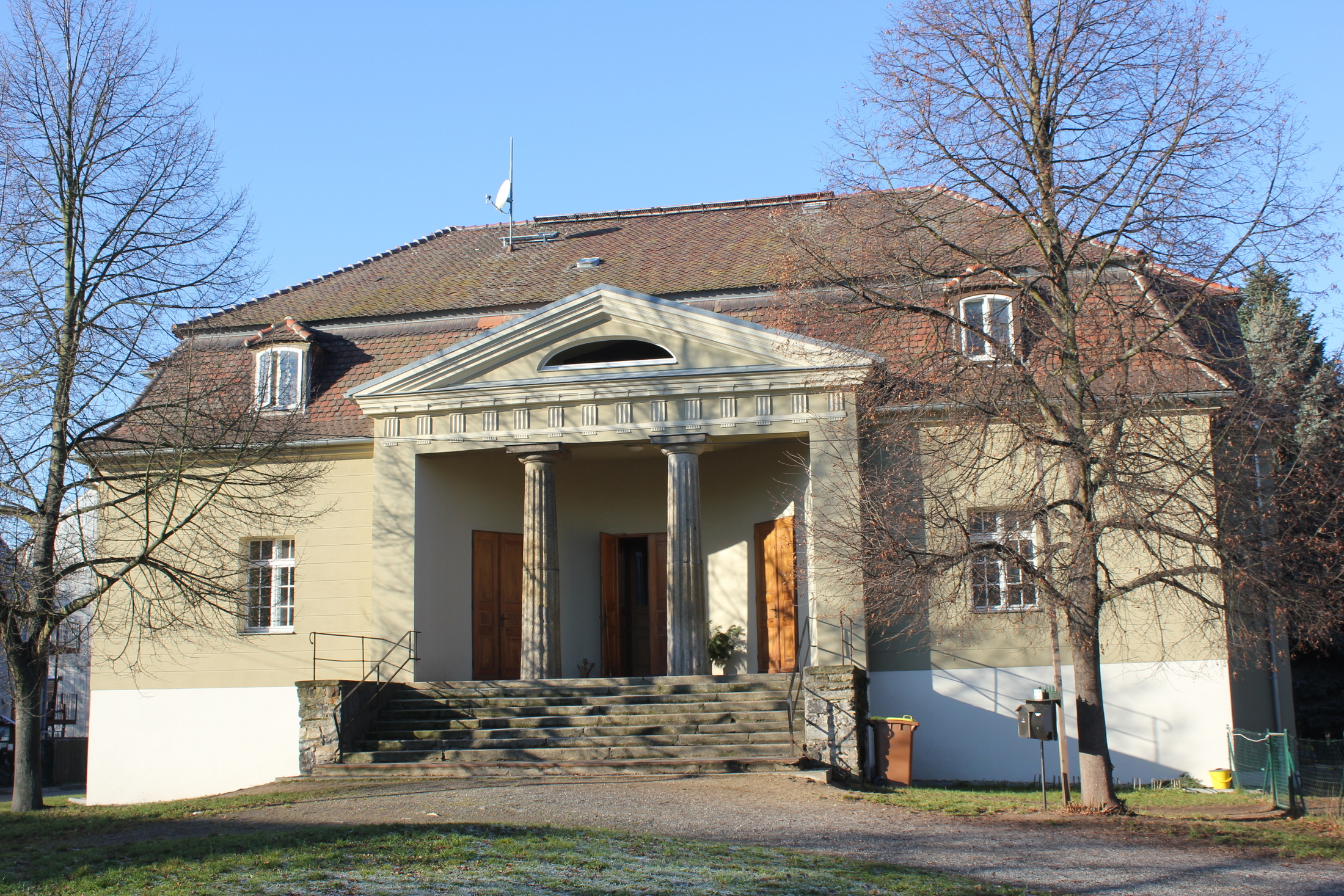
Guttau
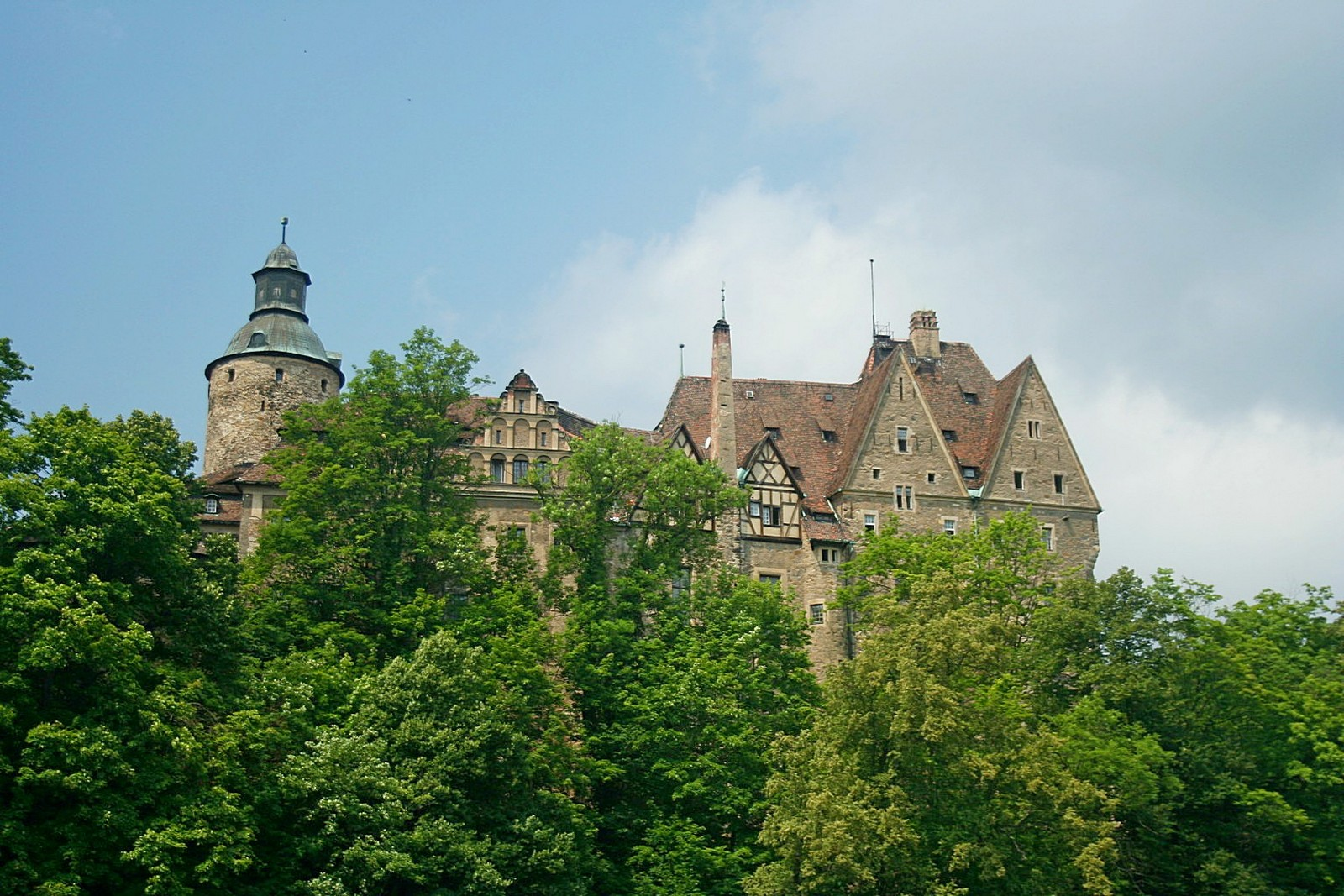
Burg Tzschocha, Niederschlesien
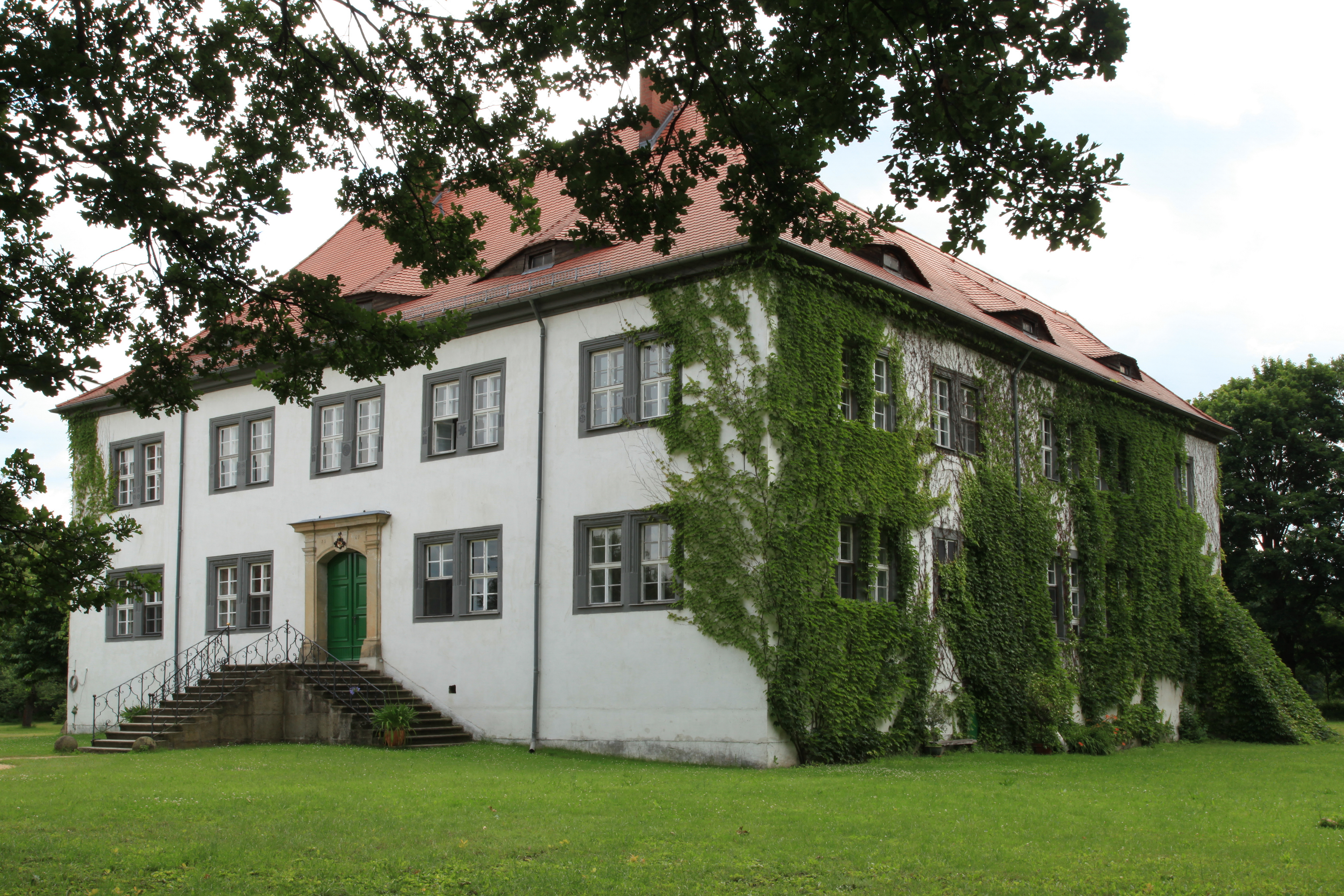
Spreewiese

### Böhmen
Der böhmische, gräfliche Zweig stammt aus der von Hartwig von Nostitz gestifteten Tzschochaer Linie. Die niederschlesische Burg Tzschocha kam 1451 an die Familie und gehörte ihr bis 1703. Der Aufstieg dieses Zweiges zu einer der reichsten und einflussreichsten Familien des böhmischen Adels und später sogar des reichsunmittelbaren Hochadels erfolgte um 1600 durch juristisch geschulte Angehörige, die nach dem Übertritt zum Katholizismus am kaiserlichen Hof Karriere machten und in Böhmen nach der Niederwerfung der Stände (Schlacht am Weißen Berg 1620) höchste Landesämter einnahmen, konfiszierte Güter evangelischer Adliger erwarben und daraus mehrere große Grundherrschaften bildeten.

#### Rokitnitz
Hartwigs Urenkel Johann von Nostitz († 1619), Landeshauptmann des Fürstentums Wohlau, hinterließ zwei Söhne, Otto (II.) und Johann Hartwig, von denen ersterer Ahnherr des Zweigs zu Rokitnitz wurde, der 1681 den Freiherrenstand, 1675 den böhmischen und 1692 den Reichsgrafenstand erlangte. Ottos Sohn Johann Nikolaus verkaufte 1627 sein Erbgut Cunewalde im Lausitzer Bergland und erwarb das nordböhmische Rokitnitz im Adlergebirge, später auch Profen mit den benachbarten Nebengütern Herzogswaldau und Lobris in Schlesien.
1822 kam Schloss Plan hinzu, das mit der Grundherrschaft Gottschau zu einer gemeinsamen Herrschaft Plan-Gottschau vereinigt wurde. Der Rokitnitzer Zweig erlosch 1890 mit Joseph Graf Nostitz-Rokitnitz (1821–1890). Seine Erbtochter Marie (1853–1928) heiratete ihren entfernten Cousin Graf Karl Erwein von Nostitz-Rieneck (1850–1911), der die Majorate der beiden im 17. Jahrhundert gegründeten Zweige der böhmischen Linie damit wieder vereinte. Den bereits durch die Bodenreform 1920 verkleinerten Besitz musste sein Sohn Joseph Hartwig (1878–1946) infolge von Spekulationsverlusten in der Zwischenkriegszeit zum größeren Teil verkaufen.
Graf Josefs Onkel, Graf Joseph Dittmar von Nostitz (* 2. Mai 1794; † 15. Dezember 1871), hinterließ als Witwe Mathilde Pauline von Nostitz, geb. Baroness Des Granges († 12. Juli 1881), eine Enkelin des Generals Des Granges. Sie war in erster Ehe vermählt mit Johann Wilhelm Helfer, Arzt und Naturforscher bei der Euphrat-Expedition des britischen Obersten Chesney und seit 1837 im Dienste der Ostindischen Compagnie in Hinterindien, welcher Burma und die Andamanen-Inseln erforschte, wo er am 30. Januar 1840 durch einen vergifteten Pfeil den Tod fand. Sie begleitet ihren Ehemann in den Orient und beschrieb dessen Reisen als Johann Wilhelm Helfers Reisen in Vorderasien und Indien in zwei Bänden (Leipzig, 1873–1877).

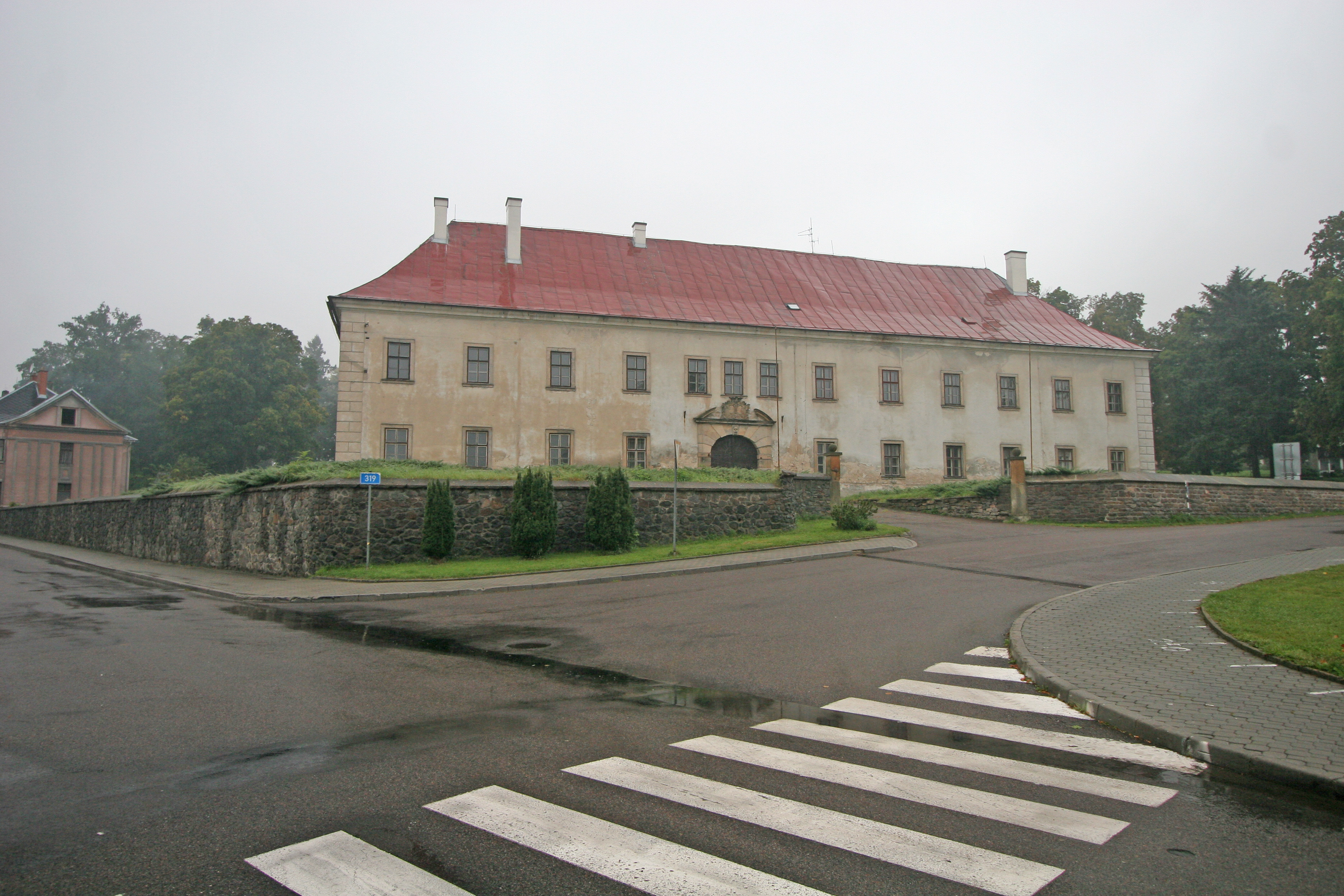
Schloss Rokitnitz, Nordostböhmen
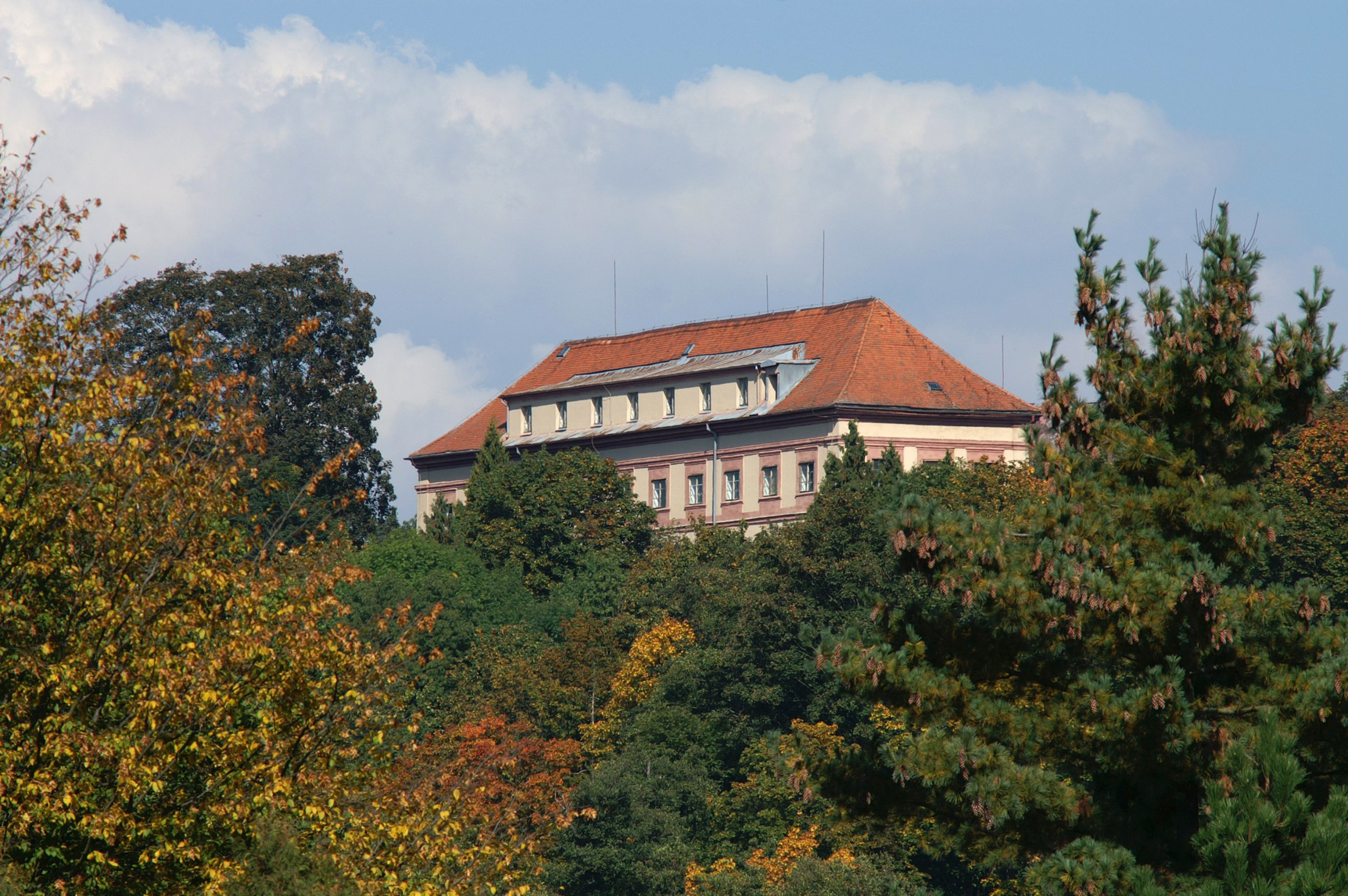
Schloss Plan, Westböhmen
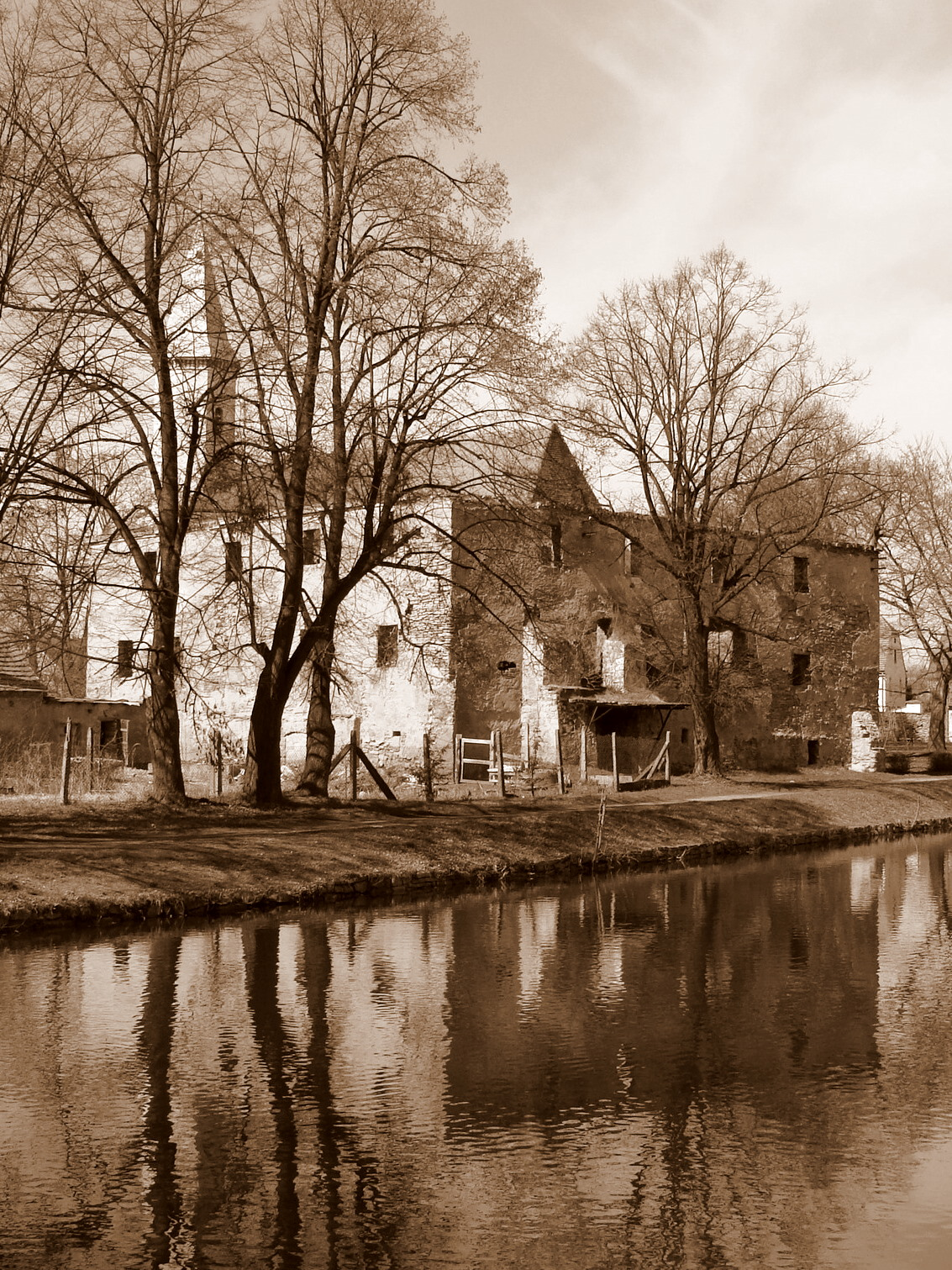
Ruine von Schloss Profen, Niederschlesien

#### Rieneck

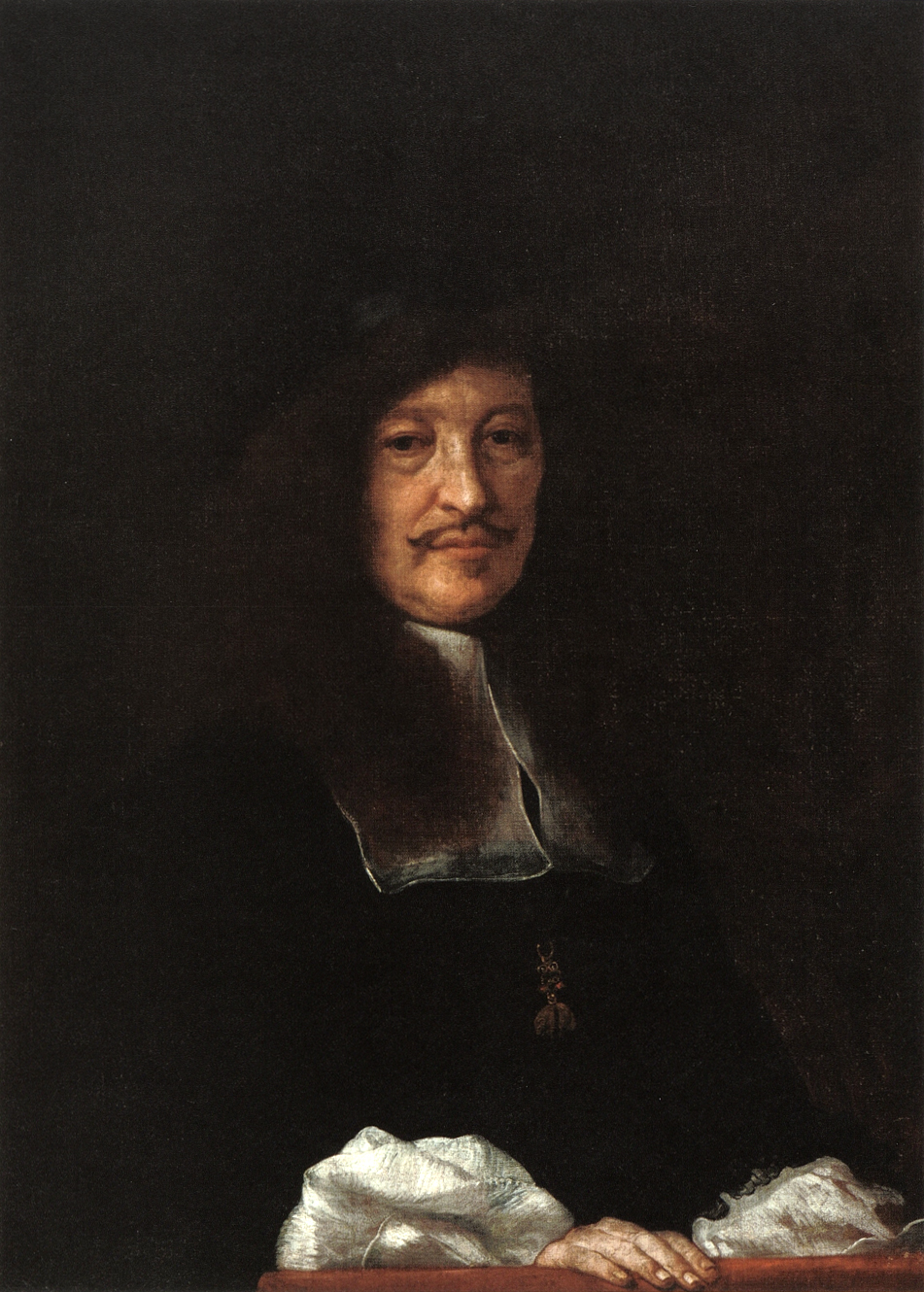
Graf Johann Hartwig von Nostitz-Rieneck (1610–1683), Kanzler von Böhmen

Der Stifter des anderen böhmischen Zweiges, Rieneck, war des oben genannten Johann von Nostitz zweiter Sohn Johann Hartwig von Nostitz-Rieneck (1610–1683), der als wirklicher Geheimrat und oberster Kanzler von Böhmen wirkte. Er erhielt als testamentarischer Erbe seines bereits 1623 in den Freiherrnstand erhobenen Onkels Otto von Nostitz (III.) auf Falkenau an der Eger 1631 dessen Freiherrenstand übertragen, 1641 den böhmischen Grafenstand, 1651 den Reichsgrafenstand. Zudem erwarb er 1673 den Kurmainzer Anteil an der reichsunmittelbaren unterfränkischen Grafschaft Rieneck, deren Zentrum die Burg Rieneck war. Die Linie gehörte damit dem Fränkischen Reichsgrafenkollegium an, bis dieser Anteil kurz vor Auflösung der Reichsinstitutionen 1803 an die Grafen Colloredo veräußert wurde.
Johann Hartwig selbst residierte hauptsächlich in dem von ihm ab 1660 errichteten Palais Nostitz in Prag. Er erwarb 1666 Stadt und Grundherrschaft Graslitz (Kraslice) und Schloss Heinrichsgrün in Westböhmen, dazu Litmitz und gründete 1675/1676 in Silberbach bei Graslitz das erste Messingwerk Böhmens. Ferner erwarb er die Herrschaft Türmitz. Aus seiner zweiten Ehe mit Eleonora Maria Gräfin Lobkowitz († 1681) entstand der Hauptast der Grafen Nostitz-Rieneck auf Falkenau.
Johann Hartwigs Sohn Anton Johann (um 1650–1736) war 1695–1708 böhmischer Obersthoflehenrichter, 1706-08 Oberstlandmarschall und 1708–1734 Obersthofmeister. Antons Neffe Franz Wenzel (1697–1765), Kämmerer und Reichshofrat, vereinte den Besitz von Johann Hartwig wieder in einer Hand. Den zumeist in Prag lebenden Grafen Nostitz-Rieneck diente als Landsitz, neben Falkenau und den übrigen west- und nordböhmischen Gütern, das eher bescheidene, aber im Prager Umland gelegene Schloss Pakoměřice. Nachdem Franz Wenzels Sohn, Graf Franz Anton von Nostitz-Rieneck, zwischen 1767 und 1775 unweit davon das prachtvolle spätbarocke Schloss Měšice (Mieschitz) errichten ließ, wurde dieses zum Hauptsitz. In Šindelová (Schindlwald) bei Graslitz ließ Franz Anton 1769 für seine Frau Maria Elisabeth das Jagdschlösschen „Mes idées“ errichten, an dessen Stelle ab 1904 das neobarocke Schlösschen „Favorit“ entstand. Das Neue Schloss in Türmitz wurde in den Jahren 1852 bis 1857 erbaut und 1919 verkauft.
In der zweiten Hälfte des 18. Jahrhunderts erwarb Graf Johann Nepomuk von Nostitz-Rieneck das Schloss Průhonice bei Prag. Ihm gehörte auch Schloss Brodek (Prödlitz) in Mähren. Seine Enkelin und Erbin von Průhonice, Marie Antonie Gabriela Gräfin Nostitz-Rieneck, heiratete 1885 Ernst Emanuel Graf von Silva-Tarouca.
Falkenau blieb von 1622 bis 1945 im Besitz der Familie, Mieschitz, Plan und Heinrichsgrün ebenfalls bis 1945. Nach dem Zweiten Weltkrieg wurden die Grafen Nostitz-Rieneck aus Böhmen nach Österreich abgeschoben und ihre Güter konfisziert.

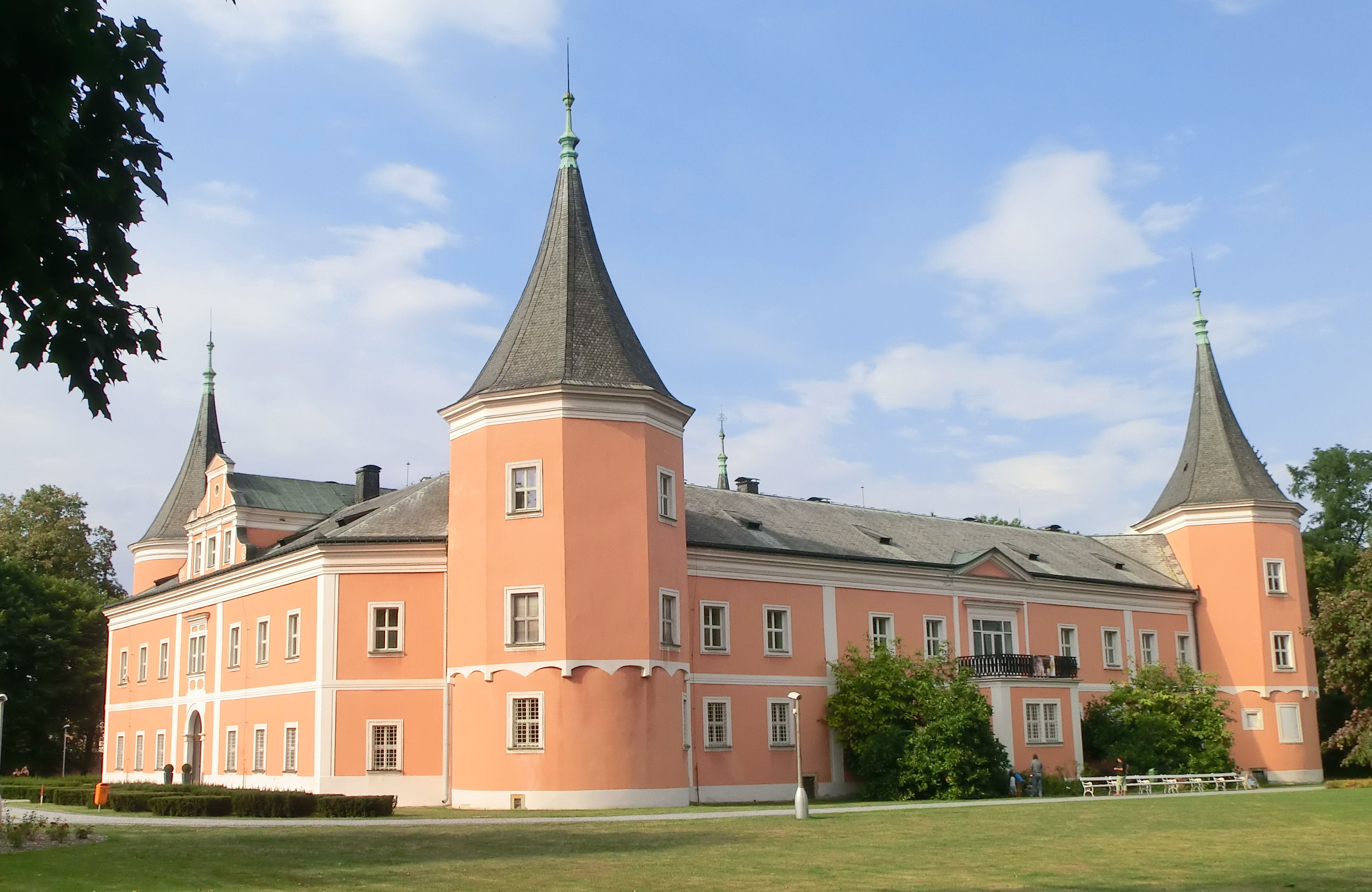
Schloss Sokolov (Falkenau an der Eger)
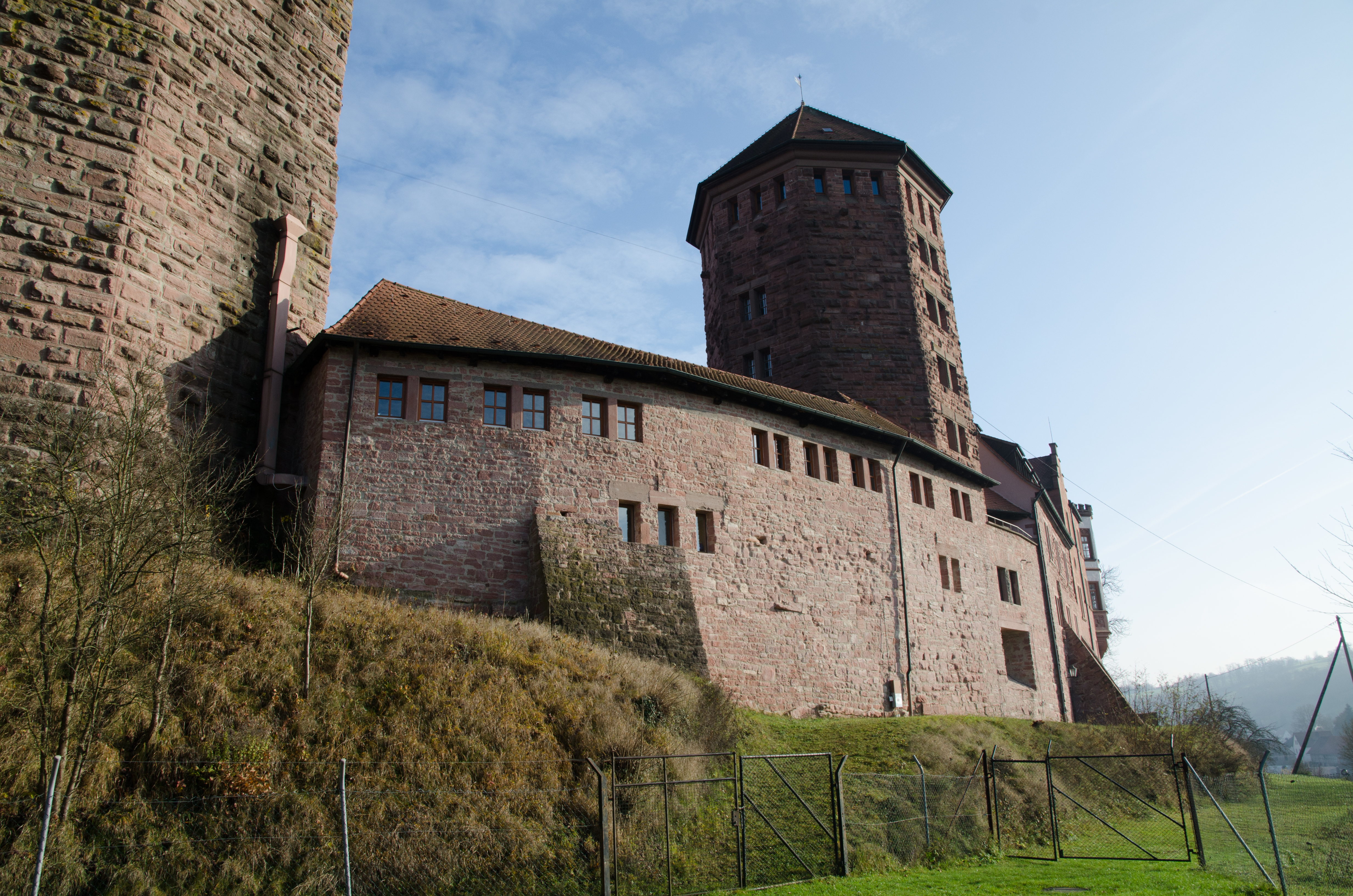
Burg Rieneck, Unterfranken
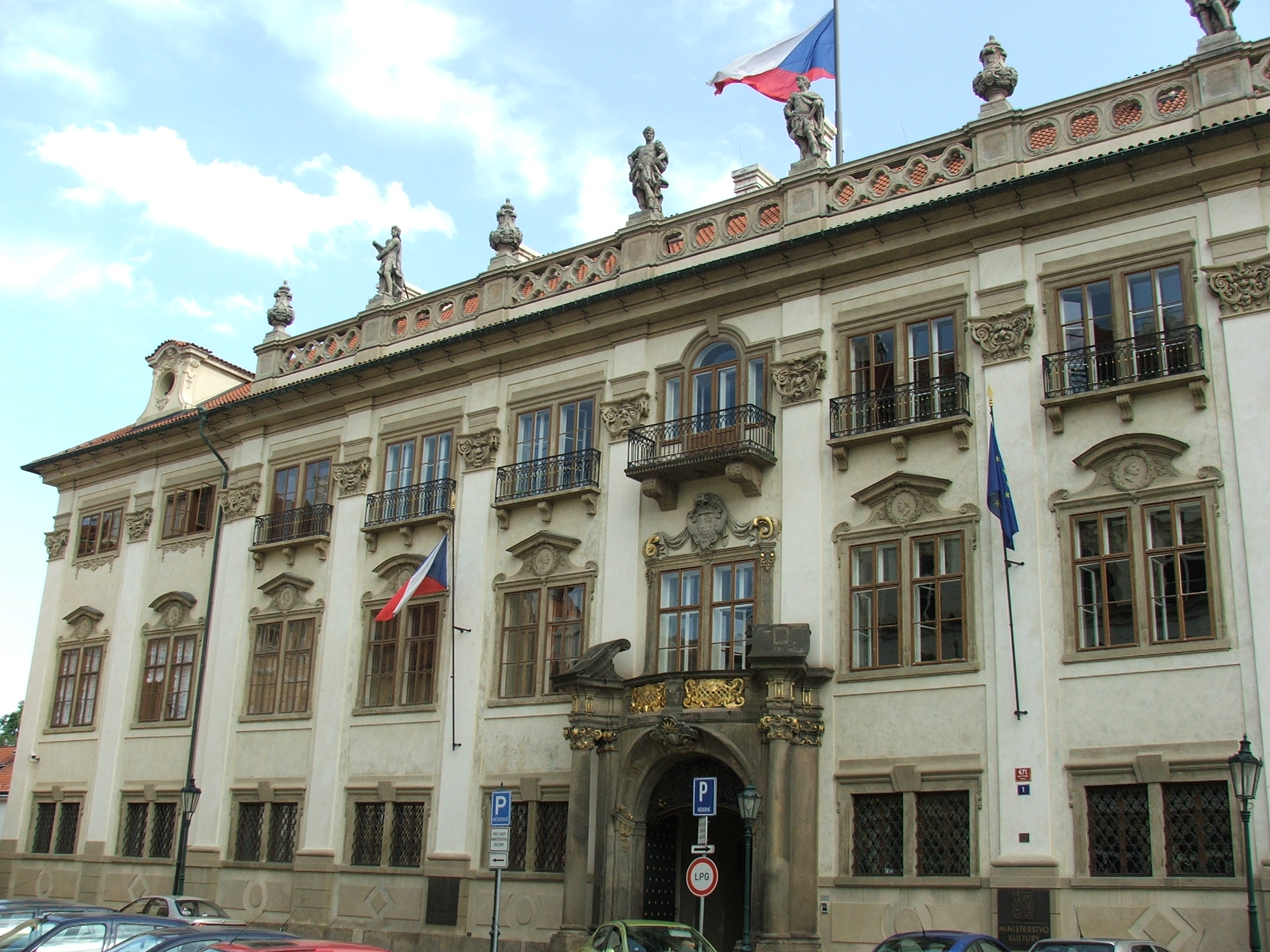
Palais Nostitz, Prag
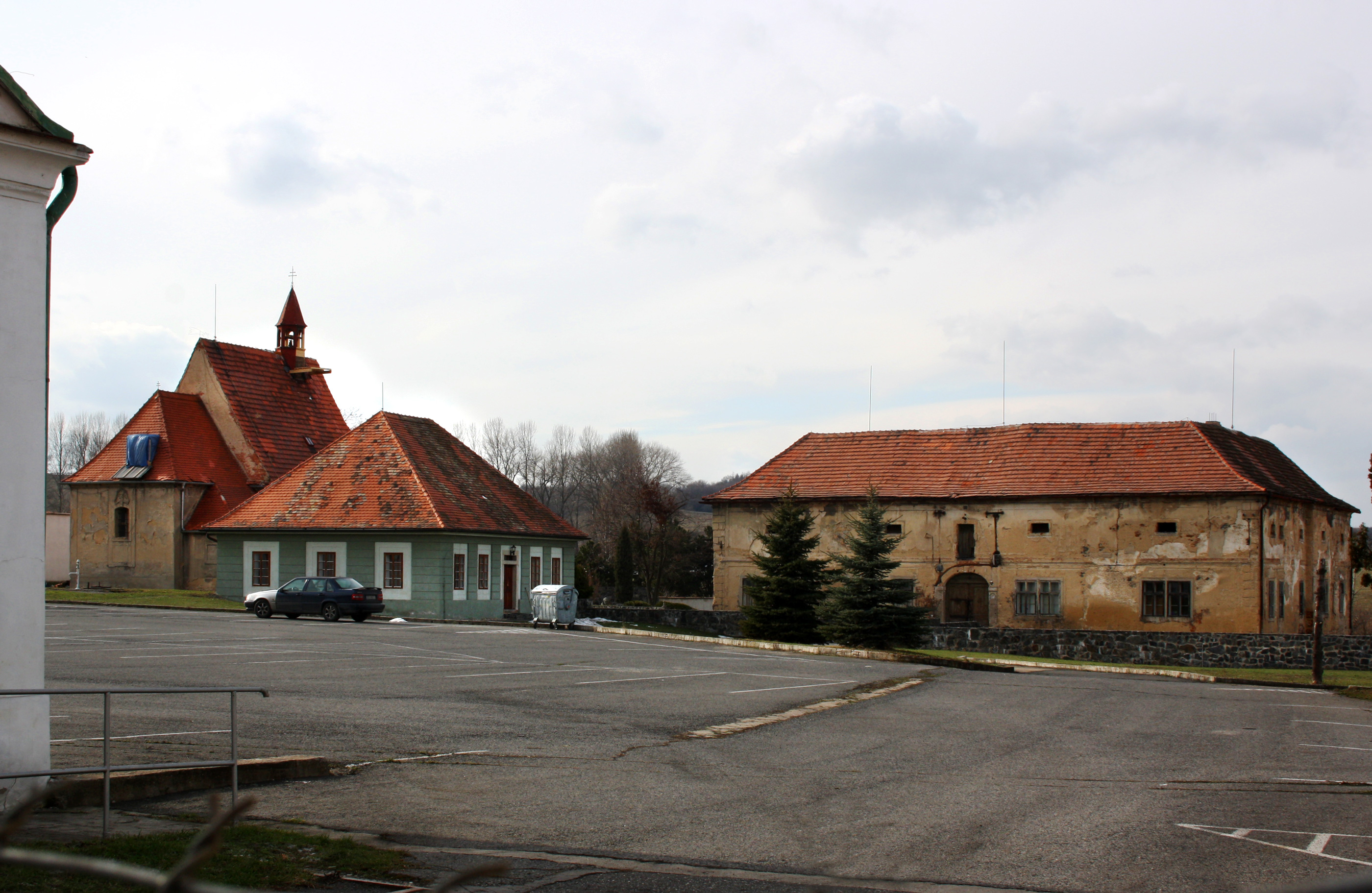
Schloss Pakoměřice
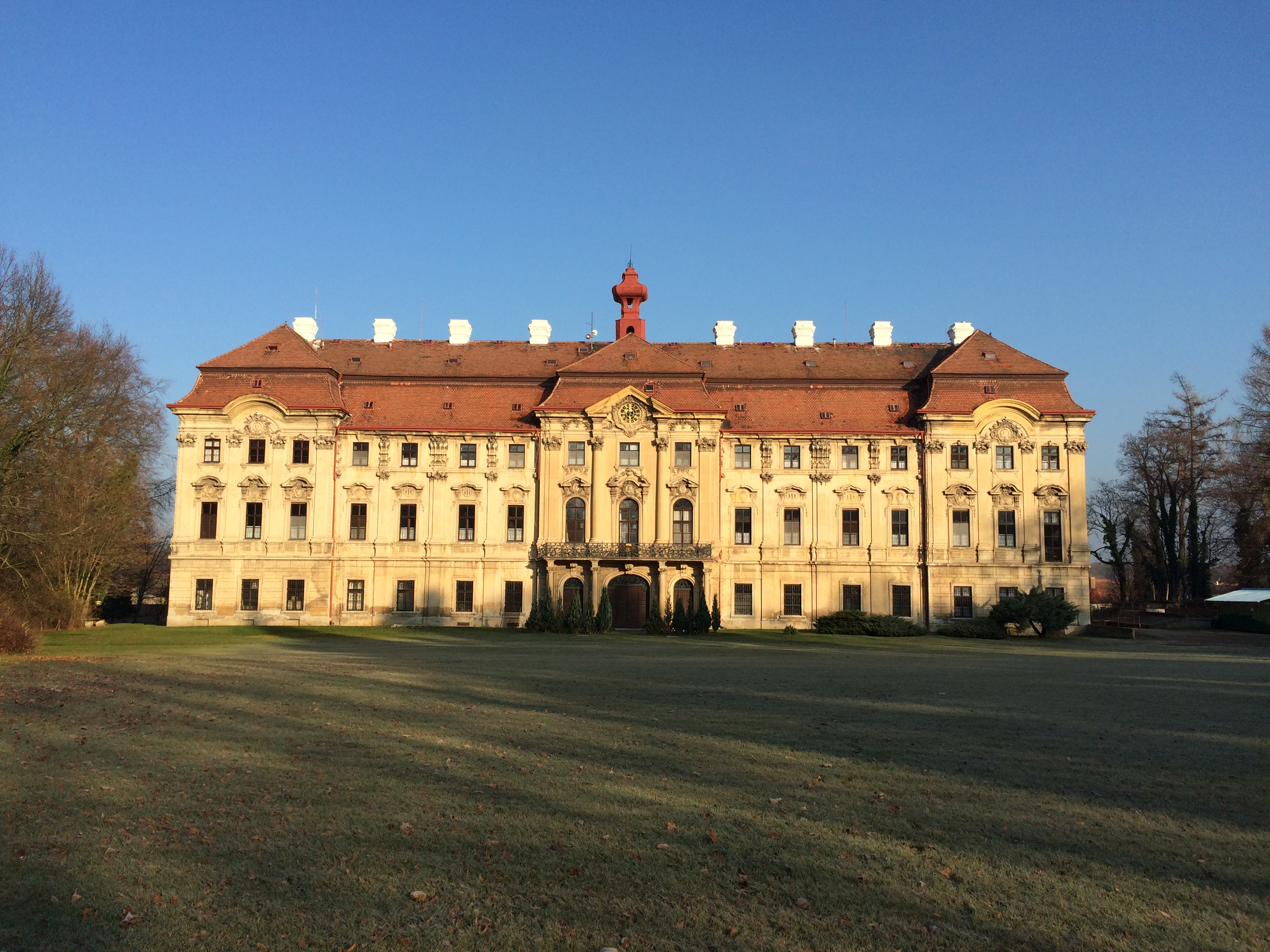
Schloss Měšice (Mieschitz) bei Prag
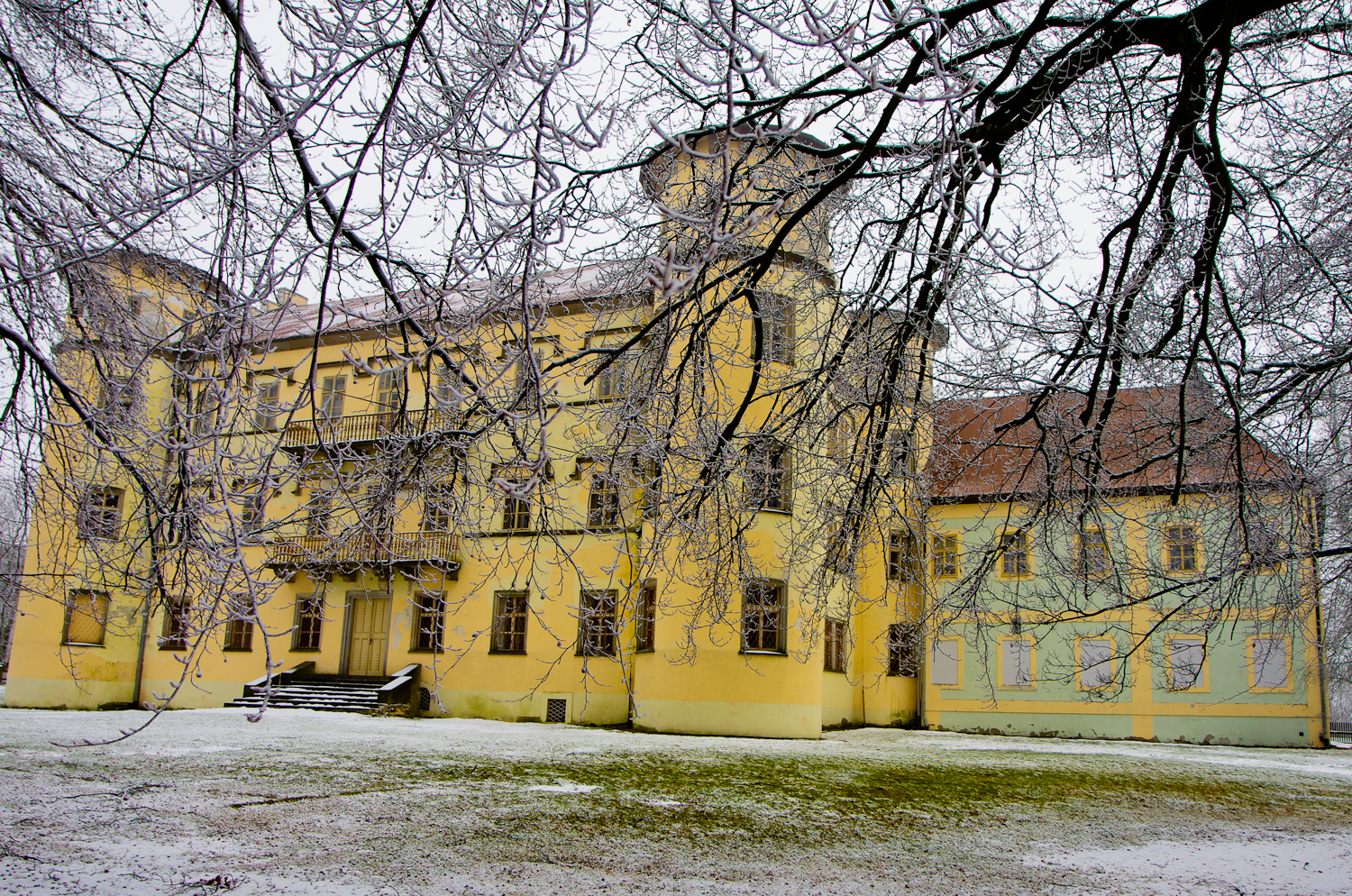
Schloss Heinrichsgrün (Jindřichovice)
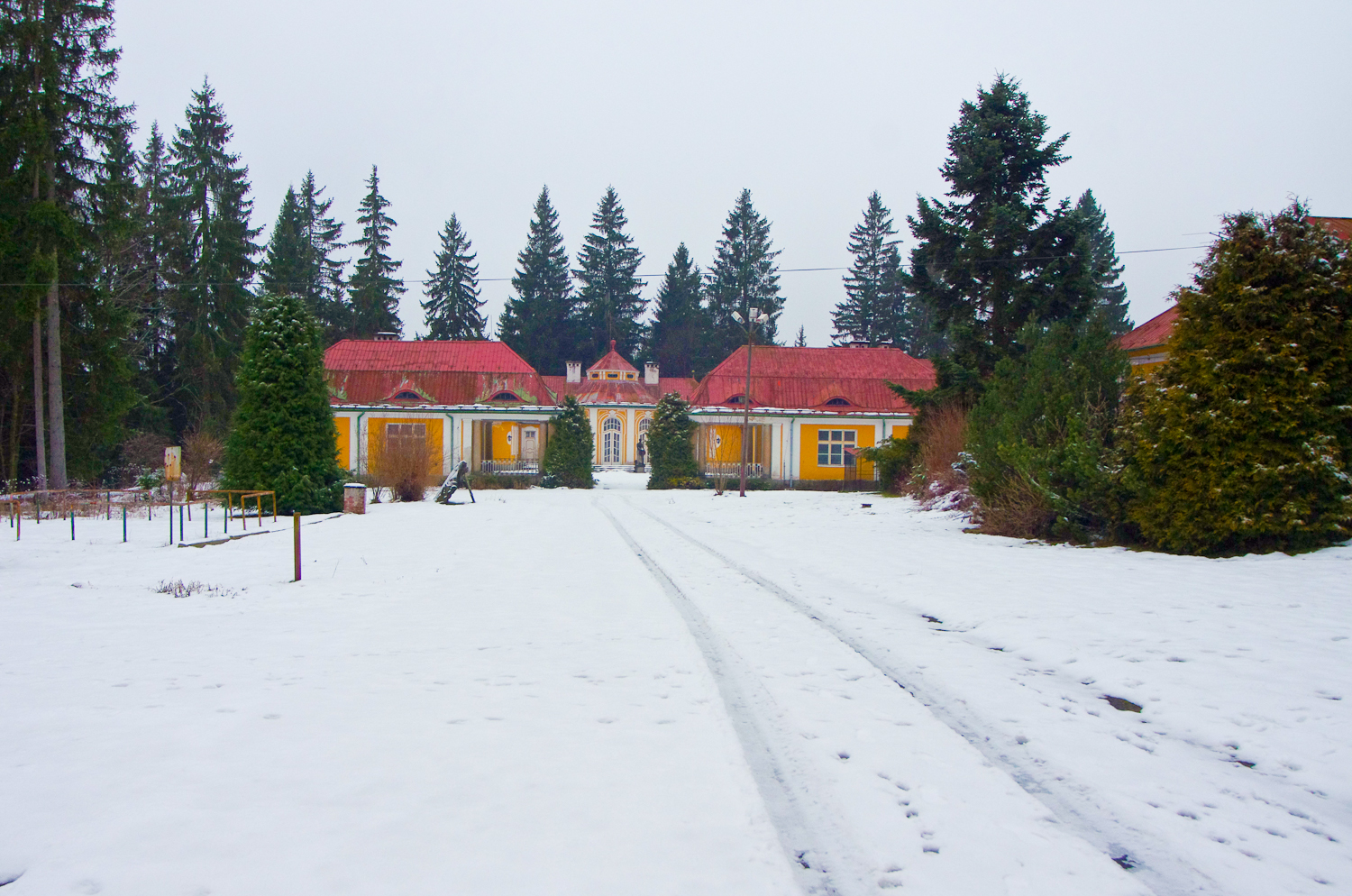
Jagdschloss „Favorit“, Šindelová, Böhmen

### Schlesien
Der schlesische, seit 1711 gräfliche Zweig stammt aus dem Ransener Ast des Hauses Damitsch. Das Gut Ransen (heute Ręszów bei Ścinawa/Steinau) gehörte von 1541 bis 1715 der Familie. Aus diesem Zweig stammte der preußische General Graf August Ludwig von Nostitz, Herr auf Zobten am Bober (Sobota bei Lwówek Śląski/Löwenberg). Im Besitz dieses gräflichen Zweiges befand sich ab ca. 1700 bis 1830 auch das Palais Nostitz-Dyhrn in der schlesischen Hauptstadt Breslau.

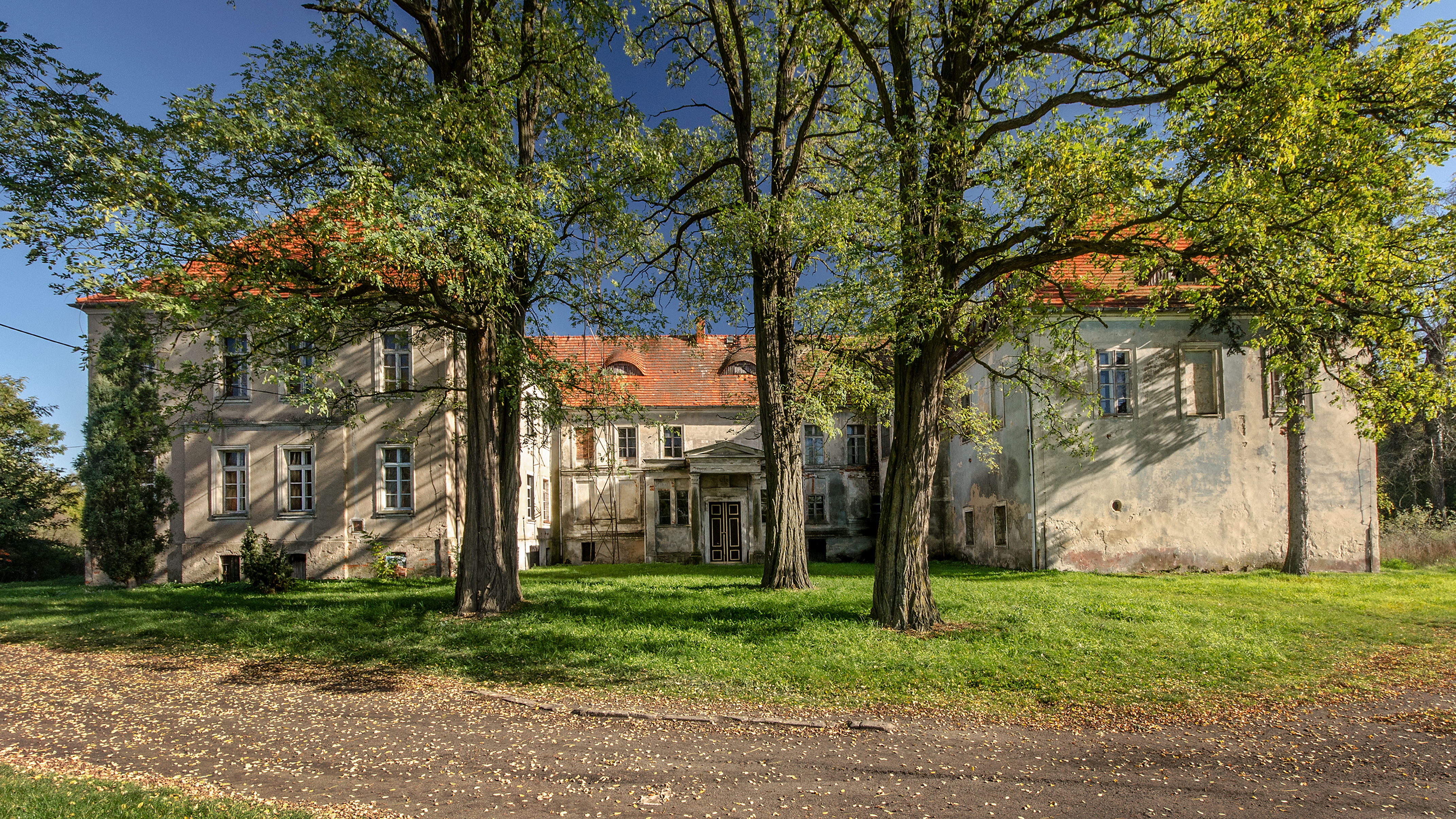
Schloss Ransen, Niederschlesien
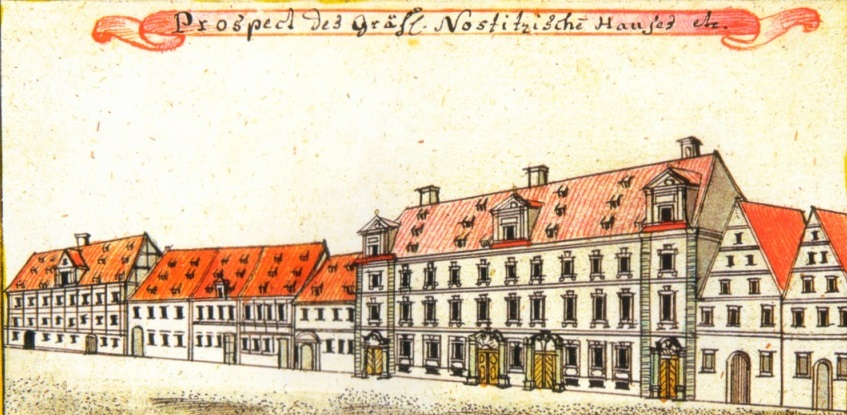
Palais Nostitz-Dyhrn in Breslau

## Wappenübersicht

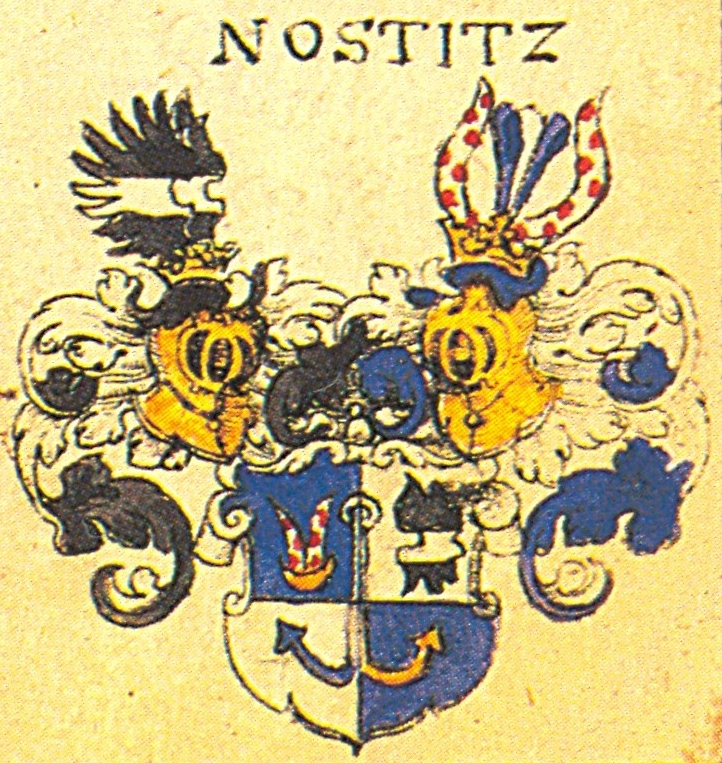
Wappen der Nostitz-Rieneck nach Siebmacher

- Das Stammwappen zeigt in Blau in einem aufwärts gekehrten goldenen Halbmond zwei voneinander gekehrte von Silber und Rot geschachte Hörner. Auf dem Helm mit rot-silbernen Decken die Hörner.
- Wappen Rieneck. In Rot drei goldene Balken. Kleinod: ein silberner Schwan aus der Krone wachsend; Decken: rot-golden.
- Wappen Nostitz-Rieneck: Geviert mit Rieneck als Herzschild, außerdem die Spaltungslinie mit einem von Silber und Blau gespaltenen und verwechselt geteilten Anker, dessen Arme in das dritte und vierte Feld reichen, belegt. 1. Stammwappen; 2. schwarzer, von einem silbernen Falken durchzogener Adlerflügel, die Sachsen rechts gekehrt; 3. Silber; 4. Blau. Drei gekrönte Helme:I. Der Adlerflügel; Decken schwarz silbern. II. Rieneck; Decken rot-golden. III. zwischen den Hörnern von Alt-Nostitz drei – blau-silbern-blaue – Straußenfedern; Decken: blau-silbern.
- Wappen Nostitz Rokytnic. Schild gleich Nostitz-Rieneck, nur der Anker von Gold und Blau gespalten und verwechselt geteilt. Helme I. und III. von Nostitz-Rieneck.[3]

## Persönlichkeiten

### Linie Nostitz-Drzewiecky
- Karl von Nostitz-Drzewiecky (1767–1838), sächsischer Generalleutnant und Kommandant der Festung Königstein
- Konstantin von Nostitz-Drzewiecky (1786–1865), sächsischer Generalleutnant und Kommandant der Festung Königstein
- Johann von Nostitz-Drzewiecky, österreichischer Generalmajor[4]
- Hans von Nostitz-Drzewiecki (General) (1837–1903), sächsischer Generalleutnant
- Hans Gottfried von Nostitz-Drzewiecki (1863–1958), deutscher Jurist, Präsident des sächsischen Oberverwaltungsgerichts
- Gottfried von Nostitz-Drzewiecky (1902–1976), deutscher Diplomat

### Linie Nostitz-Rieneck

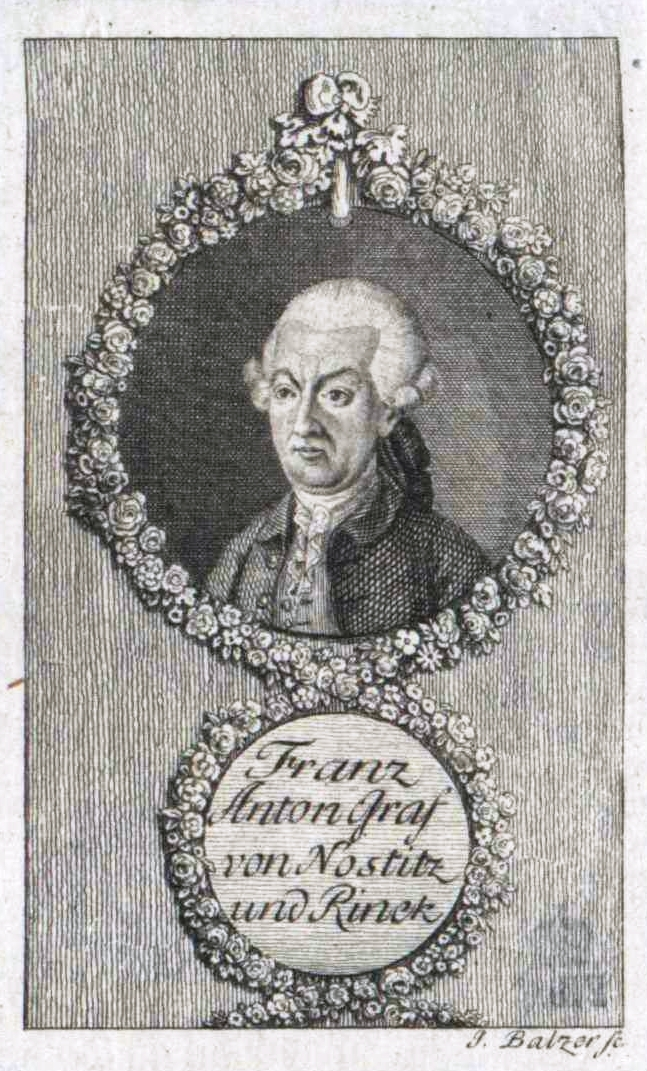
Graf Franz Anton von Nostitz-Rieneck (1725–1794), Bauherr von Schloss Mieschitz

- Johann Hartwig von Nostitz-Rieneck (1610–1683), böhmischer Adliger, Begründer der Linie Nostitz-Rieneck; Oberstkanzler von Böhmen, Geheimrat
- Friedrich Hartwig von Nostitz (1660–1737), königliche polnisch-sächsischer General und Reichsgraf
- Franz Anton von Nostitz-Rieneck (1725–1794), böhmischer Adliger und Mäzen
- Friedrich Moritz von Nostitz-Rieneck (1728–1796), österreichischer Feldmarschall und Hofkriegsratspräsident
- Constantin Hartwig von Nostitz († 1809), königlich-sächsischer Generalleutnant
- August Ludwig Ferdinand von Nostitz-Rieneck (1777–1866), königlich preußischer General der Kavallerie
- Hermann von Nostitz-Rieneck (1812–1895), österreichischer General der Kavallerie
- Johann Nepomuk von Nostitz-Rieneck (1768–1840), österreichischer Feldmarschallleutnant
- Albert von Nostitz-Rieneck (1807–1871), Oberstlandmarschall von Böhmen
- Johann von Nostitz-Rieneck (1847–1915), Feldmarschalleutnant
- Erwein Nostitz-Rieneck (1863–1931), österreichisch-böhmischer Politiker und Industrieller
- Maria von Nostitz-Rieneck (1863–1934), Ehefrau ab 1885 von Ernst Emanuel von Silva-Tarouca
- Maria-Anna von Nostitz-Rieneck (1882–1952), verehelichte Ringhoffer, Philanthropin
- Franz Anton Graf Nostitz-Rieneck (1888–1956)[5] k. u. k. Kämmerer, k. u. k. Linienschiffsleutnant, Ritter des  Souveränen Malteserordens
- Sophie Gräfin von Nostitz-Rieneck, geborene Fürstin von Hohenberg (1901–1990), Tochter von Erzherzog Franz Ferdinand von Österreich-Este

### Linie Nostitz-Rokitnitz
- Otto von Nostitz-Rokitnitz (1608–1664), Begründer des Rokitnitzer Zweiges, Landeshauptmann des Fürstentums Breslau
- Christoph Wenzel von Nostitz-Rokitnitz (1648–1712), Landeshauptmann der Fürstentümer Wohlau, Glogau und Schweidnitz-Jauer

Hermann von Nostitz-Wallwitz (1826–1906), sächsischer Minister

### Linie Nostitz-Wallwitz
Ein Sohn des Ernst von Nostitz aus dem Haus Groß Radisch in der Oberlausitz, der sächsische Kriegsminister Gustav von Nostitz-Wallwitz (1789–1858), heiratete 1820 die Gräfin Albertine von Wallwitz, Erbin des Gutes Schweikershain, das sich seit 1718 im Besitz ihrer Familie befand und ihren Nachfahren, die seit dem 31. Juli 1734 den Namen von Nostitz-Wallwitz führen, bis 1945 gehörte.
- Gustav von Nostitz-Wallwitz (1789–1858), 1839–1846 sächsischer Kriegsminister, Gutsherr auf Schweikershain und Sohland
- Hermann von Nostitz-Wallwitz (1826–1906), sächsischer Innenminister
- Oswald von Nostitz-Wallwitz (1830–1885), sächsischer Diplomat und Politiker
- Karl Néale von Nostitz-Wallwitz (1863–1939), sächsischer Verwaltungsbeamter
- Benno von Nostitz-Wallwitz (1865–1955), 1928–1945 Präsident der Oberlausitzischen Gesellschaft der Wissenschaften zu Görlitz
- Alfred von Nostitz-Wallwitz (1870–1953), deutscher Politiker
- Helene von Nostitz (1878–1944), deutsche Schriftstellerin und Salonière
- Gerhard von Nostitz-Wallwitz (1885–1966), deutscher Generalmajor
- Gustav Adolf von Nostitz-Wallwitz (1898–1945), deutscher Generalmajor

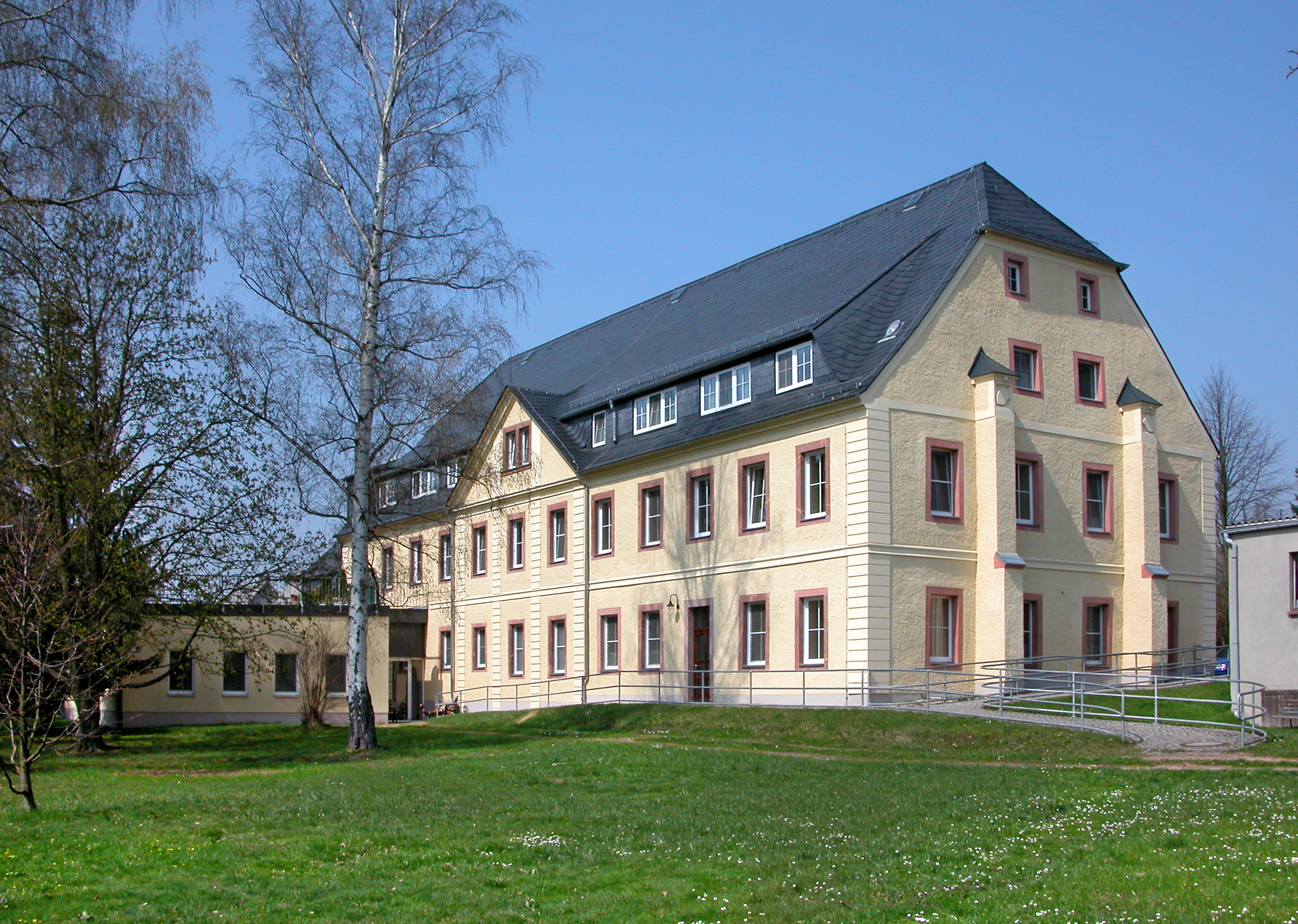
Schloss Schweikershain

- Schloss Schweikershain

### Linie Nostitz-Jänkendorf
- Johann Karl Gottlob von Nostitz-Jänkendorf (1754–1840), sächsischer Gutsbesitzer
- Gottlob Adolf Ernst von Nostitz und Jänkendorf (1765–1836), sächsischer Politiker, Literat unter dem Pseudonym Arthur vom Nordstern, Gutsbesitzer in Oppach, Oberlausitz
- Karl von Nostitz-Jänkendorf (1781–1838), russischer Generalleutnant
- Eduard von Nostitz und Jänckendorf (1791–1858), sächsischer Jurist und Politiker, Herr auf Oppach
- Julius Gottlob von Nostitz und Jänkendorf (1797–1870), sächsischer Gesandter beim Bundestag des Deutschen Bundes, 1855 Ehrenbürger von Bremen
- Karl von Wiedebach und Nostitz-Jänkendorf (1844–1910), deutscher Gutsbesitzer, Beamter und Politiker
- Paul von Wiedebach und Nostitz-Jänkendorf (1848–1923), deutscher Gutsbesitzer, Beamter und Politiker

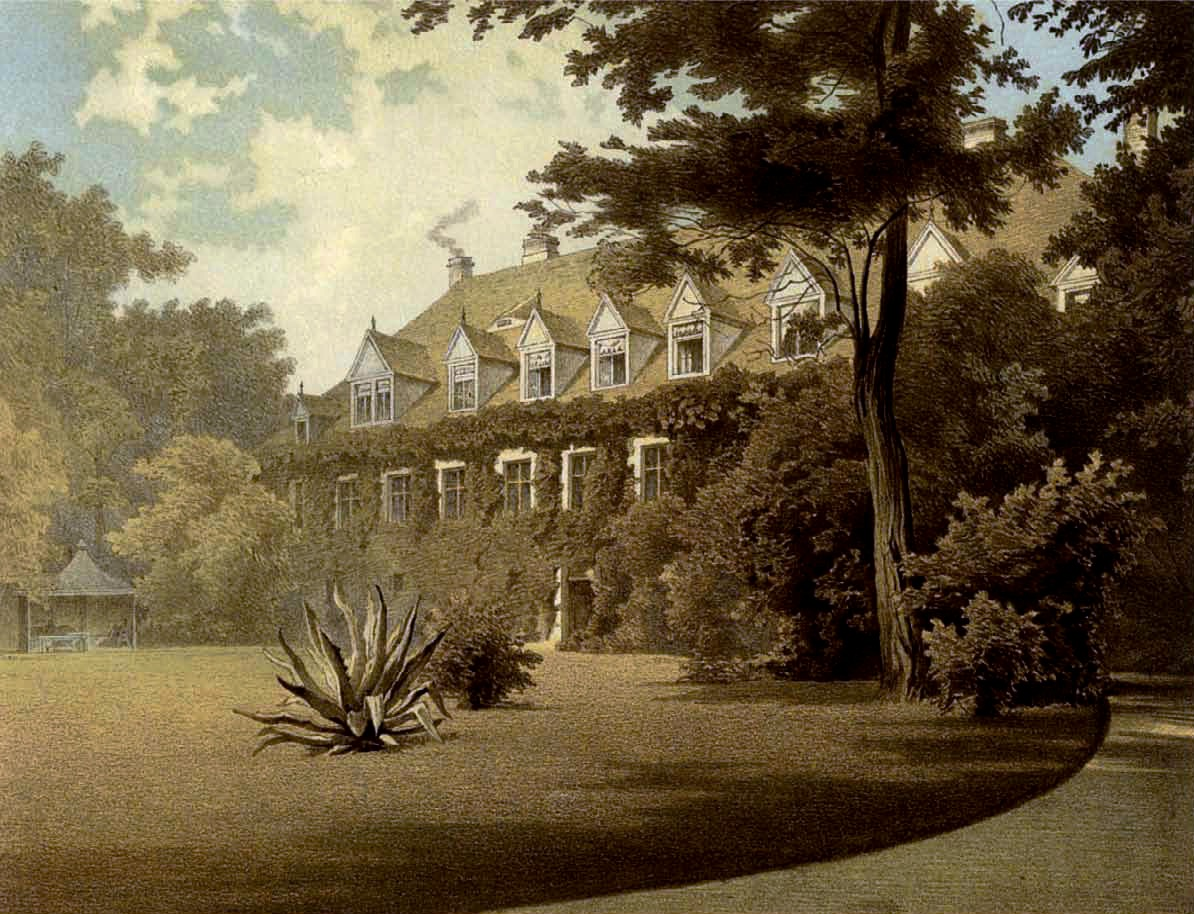
Schloss Jänkendorf, Oberlausitz (von 1557 bis ins 18. Jh. im Besitz)
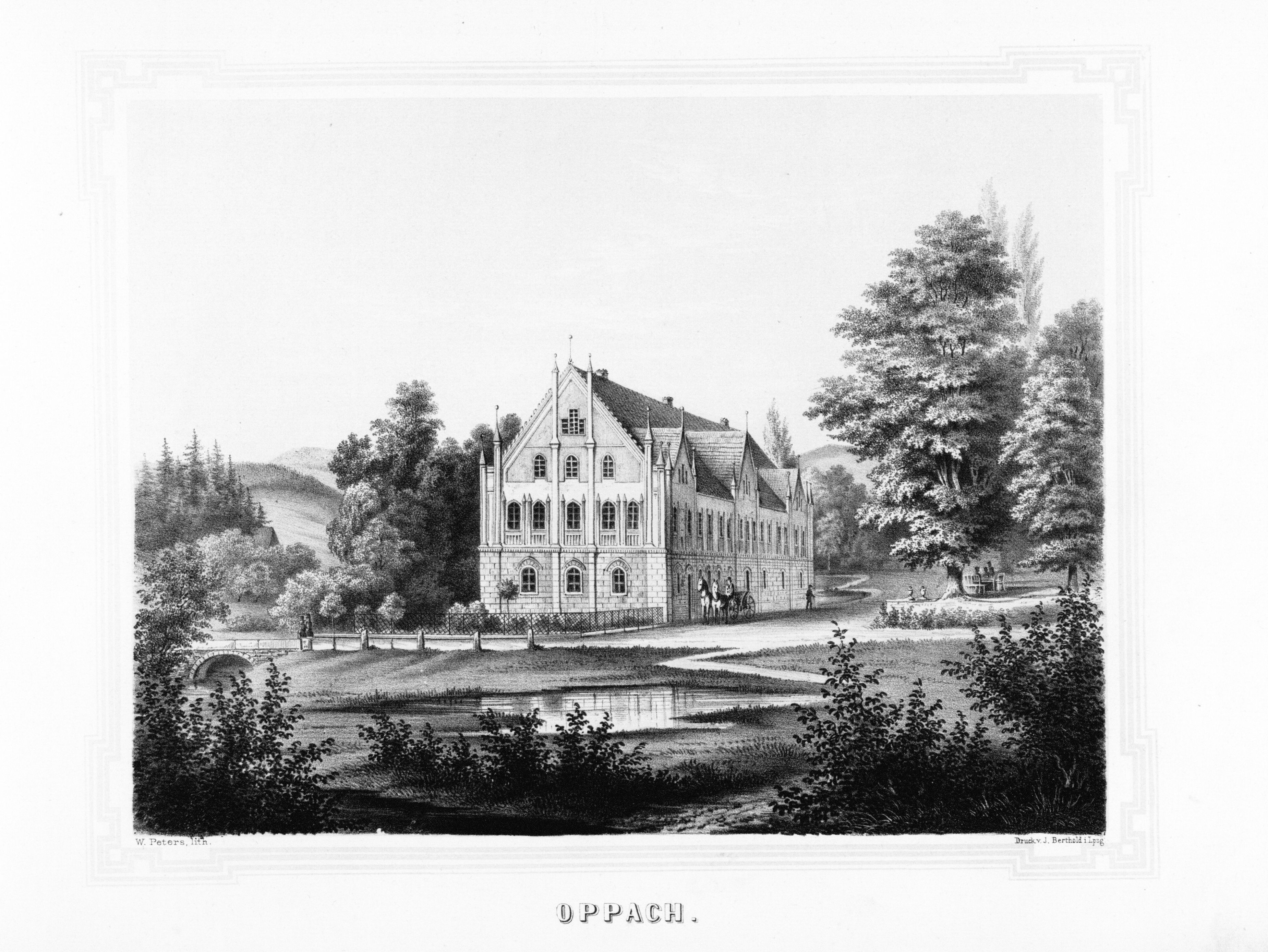
Schloss Oppach, Oberlausitz

### Linie Nostitz-Unwürde
- Ulrich von Nostitz (1500–1552), Landeshauptmann der Oberlausitz

### Weitere
- Kaspar I. von Nostitz, verteidigte im Dreizehnjährigen Krieg als Söldnerführer die Stadt Konitz im Deutschordensstaat, die nach dreimonatiger Belagerung übergeben werden musste.[7]
- Kaspar II. von Nostitz (1500–1588) Kammerrat[8]
- Otto von Nostitz (1574–1630), Reichshofrat und Vizekanzler bei Rudolf II. und Ferdinand II.
- Lucretia Hedwig von Nostitz (16. März 1664 – 11. Januar 1701), geborene von Salza, Tochter von Christoph Friedrich von Salza und seiner Gemahlin Anna Catharina von Salza (gest. 1682). Am 25. Januar 1685 erfolgte die Eheschließung mit dem kurfürstlich-brandenburgischen Adjutanten Gotthardt Heinrich Gebhardt von Nostitz. Nach dem Tod ihrer Mutter (1682) gelangte sie als erbberechtigte Tochter in den Besitz des Städtchens Neu-Salza, heute Neusalza-Spremberg, in der Oberlausitz. Nach dem zeitigen Ableben ihres Gemahls heiratete sie Christoph Siegismund von Gersdorff. Sie verstarb mit 37 Jahren und wurde in der bis heute nicht aufgefundenen Herrschaftlichen Gruft in der Dreifaltigkeitskirche Neusalza beigesetzt. Sie war von 1682 bis 1698 die Grund- und Gerichtsherrin sowie Kirchenpatronin der sächsischen Kleinstadt Neusalza. Unter ihrer Herrschaft kam es in der Exulantenkommune Neu-Salza zu ernsten sozialen Spannungen, die 1687 gar in einem Aufstand mündeten. Diese Situation hatte ihr herrschaftlicher Bevollmächtigter, Johann Asmus von Engelschaar zu Sohland/Spree, durch verstärkte Unterdrückungsmaßnahmen der Stadtbürger hervorgerufen. Erst nach Beschwerde der Bürgerschaft an den sächsischen Kurfürsten Johann Georg III. (1680–1691), wurden nach Untersuchungen an „Orth und Stelle“ und landesherrlicher Entscheidung vom 4. August 1691 die Differenzen beigelegt und Herr von Engelschaar gemaßregelt.[9]

- Rudolph Heinrich von Nostitz (1674–1750), königlich-polnischer und kurfürstlich-sächsischer Kreishauptmann
- Gottwald Adolph von Nostitz (1691–1770), dänisch-norwegischer Generalleutnant, Gouverneur der Festung Glückstadt
- Johann Carl Adolf von Nostitz (1743–1800), sächsischer Major sowie Gutsherr Groß Radischs
- Oskar von Nostitz (1834–1914), Kgl. preuß. Wirklicher Geheimrat, Vizepräsident der Oberrechnungskammer
- Ernst Armin von Nostitz (1863–1926), preußischer Generalleutnant
- Otto-Ernst von Nostitz (1894–1959), Leutnant im Ersten Weltkrieg
- Viktoria von Nostitz (1896– ), Äbtissin des Klosters Wülfinghausen
- Eberhard Graf von Nostitz (1906–1983), deutscher Offizier
- Oswalt von Nostitz (1908–1997), deutscher Diplomat, Schriftsteller und Übersetzer
- Wolfgang von Nostitz (* 1940), deutscher Politiker (Bündnis 90/Die Grünen) und Rechtsanwalt
- Nick Nostitz (* 1968), deutscher Fotograf und Journalist

### Briefadelige Nostitz
Preußischer Adelsstand 1866 für Paula und Max Engels, Adoptivkinder des Majors a. D. Wasa von Nostitz. Die geschiedene Ehefrau, Karola Mauritz, des Sohnes Paul Engels, heiratete wiederum in zweiter Ehe 1863 den Wirklichen Geheimen Rat Oskar von Nostitz. Der Nachfahre Max von Nostitz (1859–1941) wurde Oberregierungsrat, war Ehrenritter des Johanniterordens und in erster Ehe mit Marie von Nostitz (1864–1921) liiert. Das Wappen der Familie von Nostitz des Stammes Engels ist heraldisch ähnlich dem der uradeligen Nostitz.